# Aclerda yunnanensis
Aclerda yunnanensis är en insektsart som beskrevs av Ferris 1950. Aclerda yunnanensis ingår i släktet Aclerda och familjen Aclerdidae. Inga underarter finns listade i Catalogue of Life.